# Benson Boone
Benson Boone est un chanteur et auteur-compositeur-interprète américain, né le 25 juin 2002 à Monroe dans l'État de Washington.
Benson Boone a commencé en partageant sa musique sur le réseau social TikTok en 2021 et a participé à l'émission American Idol. Il s'est retiré de la compétition car il ne voulait pas que les personnes reconnaissent son mérite par l’émission, mais ce pour quoi il a durement travaillé. Il a tout de même continué de gagner en popularité sur TikTok, totalisant 7,2 millions d'abonnés. Il a été reconnu par Dan Reynolds, le chanteur du groupe Imagine Dragons, qui l'a intégré à son label discographique : Night Street.
Le premier titre de Benson Boone, Ghost Town, est sorti en octobre 2021 et a été classé dans les classements musicaux de 13 pays, suivi par son deuxième single, Room for 2, en février 2022.

## Enfance
Benson Boone grandit comme le seul garçon dans sa famille à Monroe,. Il étudie dans le lycée de Monroe et fait partie d'une équipe de plongeon,. Il découvre ses talents musicaux lorsqu'un de ses amis lui demande de jouer du piano et de chanter lors du concours musical de son lycée ; il n'a pas d'expérience de chant lors de son avant-dernière année au lycée,. Il s'inscrit ensuite à l'Université Brigham Young, qu'il quitte au bout d'un semestre pour se consacrer à la danse.

## Discographie

### Album studio
| Titre                    | Détails                                                                                                | Meilleure position | Meilleure position |
| Titre                    | Détails                                                                                                | Ultratop           | SNEP               |
| ------------------------ | --- | ------------------ | ------------------ |
| Fireworks & Rollerblades | - Sortie : 5 avril 2024 - Format : CD, téléchargement numérique - Label : Night Street, Warner Records | —                  | —                  |
| American Heart           | - Sortie : 20 juin 2025 - Format : CD, téléchargement numérique - Label : Night Street, Warner Records | —                  | —                  |

### EPs
| Titre           | Détails                                                                 | Meilleure positions | Meilleure positions     | Meilleure positions | Meilleure positions | Meilleure positions |
| Titre           | Détails                                                                 | Ultratop            | Suomen virallinen lista | SNEP                | VG-lista            | Sverigetopplistan   |
| --------------- | ----------------------------------------------------------------------- | ------------------- | ----------------------- | ------------------- | ------------------- | ------------------- |
| Walk Me Home... | - Sortie : 29 juillet 2022 - Format numérique - Label : Night Street    | 109                 | 36                      | 184                 | 4                   | 16                  |
| Pulse           | - Sortie : 5 mai 2023 - Format numérique - Label : Night Street, Warner | —                   | —                       | —                   | —                   | —                   |

### Singles
| Titre                                                        | Année | Meilleures positions | Meilleures positions | Meilleures positions | Meilleures positions | Meilleures positions | Meilleures positions | Meilleures positions | Meilleures positions | Meilleures positions | Meilleures positions | Meilleures positions | Certifications                                                               | Album           |
| Titre                                                        | Année | Billboard Hot 100    | US Adult             | US Pop               | ARIA Charts          | Canadian Hot 100     | Irish Singles Chart  | VG-lista             | Sverigetopplistan    | UK Singles Chart     | Billboard Global 200 | Top Singles SNEP     | Certifications                                                               | Album           |
| ------------------------------------------------------------ | ----- | -------------------- | -------------------- | -------------------- | -------------------- | -------------------- | -------------------- | -------------------- | -------------------- | -------------------- | -------------------- | -------------------- | ---------------------------------------------------------------------------- | --------------- |
| Ghost Town                                                   | 2021  | 100                  | 12                   | 24                   | 67                   | 53                   | 29                   | 1                    | 17                   | 46                   | 79                   | 92                   | - RIAA : Or - BPI : Argent - IFPI : NOR: Platine - MC : Platine - SNEP : Or  | Walk Me Home... |
| Room for 2                                                   | 2022  | —                    | —                    | —                    | —                    | —                    | —                    | —                    | —                    | —                    | —                    |                      |                                                                              | Walk Me Home... |
| In the Stars                                                 | 2022  | 82                   | 33                   | 39                   | 22                   | 30                   | 10                   | 4                    | 8                    | 21                   | 48                   | 59                   | - RIAA : Platine - BPI : Or - IFPI : NOR: Or - MC : Platine - SNEP : Platine | Walk Me Home... |
| Better Alone                                                 | 2022  | —                    | —                    | —                    | —                    | —                    | —                    | —                    | —                    | —                    | —                    |                      |                                                                              | Walk Me Home... |
| Before You                                                   | 2022  | —                    | —                    | —                    | —                    | —                    | —                    | 20                   | —                    | —                    | —                    |                      |                                                                              |                 |
| Sugar Sweet                                                  | 2023  | —                    | —                    | —                    | —                    | —                    | —                    | —                    | —                    | —                    | —                    |                      |                                                                              | Pulse           |
| What Was                                                     | 2023  | —                    | —                    | —                    | —                    | —                    | —                    | —                    | —                    | —                    | —                    |                      |                                                                              | Pulse           |
| Coffee Cake                                                  | 2023  | —                    | —                    | —                    | —                    | —                    | —                    | —                    | —                    | —                    | —                    |                      |                                                                              | Pulse           |
| Lovely Darling                                               | 2023  | —                    | —                    | —                    | —                    | —                    | —                    | —                    | —                    | —                    | —                    |                      |                                                                              | Pulse           |
| Little Runaway                                               | 2023  | —                    | —                    | —                    | —                    | —                    | —                    | —                    | —                    | —                    | —                    |                      |                                                                              | Pulse           |
| To Love Someone                                              | 2023  | —                    | —                    | —                    | —                    | —                    | —                    | —                    | —                    | —                    | —                    |                      |                                                                              |                 |
| Beautiful Things                                             | 2024  | 3                    |                      |                      | 1                    | 1                    | 1                    | 1                    | 3                    | 2                    | 1                    | 1                    | - RIAA : - BPI : Argent - IFPI : NOR : - MC : Platine - SNEP : Or            |                 |
| «—» Montre les titres non sortis dans ce pays ou non classés |       |                      |                      |                      |                      |                      |                      |                      |                      |                      |                      |                      |                                                                              |                 |

## Performances
Lors de l'édition 2025 de Coachella, Benson Boone donnera une performance mémorable avec la venue surprise de Brian May, célèbre guitariste du groupe Queen, en interprétant l'une des chansons mythiques du groupe : "Bohemian Rhapsody".
Durant l’été 2025, il fera son apparition sur la scène du lac au Montreux Jazz Festival ainsi qu’au festival d’été de Québec.